# Kuria Muria (zatoka)
Kuria Muria (arab. خليج كوريا موريا; transliteracja Ghubbat Khuriyyā Muriyyā, transkrypcja Ghubbat Churijja Murijja) – zatoka Morza Arabskiego, położona u wybrzeży Omanu. Na terenie zatoki znajduje się archipelag wysp Kuria Muria. Wybrzeże zatoki składa się z wapiennych klifów i piaszczystych plaż, a jej dno jest w większości piaszczyste i pokryte koralowcami oraz muszlami.